# Campionati statunitensi di sci alpino 1998
I Campionati statunitensi di sci alpino 1998 si svolsero a Jackson dal 21 al 25 marzo. Il programma incluse gare di discesa libera, slalom gigante, slalom speciale e combinata, sia maschili sia femminili.
Trattandosi di competizioni valide anche ai fini del punteggio FIS, vi parteciparono anche sciatori di altre federazioni, senza che questo consentisse loro di concorrere al titolo nazionale statunitense.

## Risultati

### Uomini

#### Discesa libera
| Pos. | Atleta          | Nazione     | Tempo   |
| ---- | --------------- | ----------- | ------- |
| 1    | Ed Podivinsky   | Canada      | 1:08,87 |
| 2    | A J Kitt        | Stati Uniti | 1:09,13 |
| 3    | Daron Rahlves   | Stati Uniti | 1:09,16 |
| 4    | Ehlias Louis    | Stati Uniti | 1:09,18 |
| 5    | Jason Rosner    | Stati Uniti | 1:09,21 |
| 6    | Clic Bloomfield | Stati Uniti | 1:09,29 |
| 7    | Chris Puckett   | Stati Uniti | 1:09,59 |
| 8    | Tommy Moe       | Stati Uniti | 1:09,68 |
| 9    | Darin McBeath   | Canada      | 1:09,78 |
| 10   | Jakub Fiala     | Stati Uniti | 1:09,71 |

Data: 21 marzo

#### Slalom gigante
| Pos. | Atleta           | Nazione     | Tempo   |
| ---- | ---------------- | ----------- | ------- |
| 1    | Bode Miller      | Stati Uniti | 2:01,00 |
| 2    | Thomas Grandi    | Canada      | 2:01,07 |
| 2    | Dane Spencer     | Stati Uniti | 2:01,07 |
| 4    | Daron Rahlves    | Stati Uniti | 2:01,17 |
| 5    | Thomas Vonn      | Stati Uniti | 2:01,71 |
| 6    | Ryan Oughtred    | Canada      | 2:02,09 |
| 7    | J. Andrew Martin | Stati Uniti | 2:02,35 |
| 8    | Matt Grosjean    | Stati Uniti | 2:03,01 |
| 9    | Casey Puckett    | Stati Uniti | 2:03,32 |
| 10   | Uroš Pavlovčič   | Slovenia    | 2:03,88 |

Data: 23 marzo

#### Slalom speciale
| Pos. | Atleta           | Nazione     | Tempo   |
| ---- | ---------------- | ----------- | ------- |
| 1    | Sacha Gros       | Stati Uniti | 1:36,72 |
| 2    | Andrzej Bachleda | Polonia     | 1:37,93 |
| 3    | Andy LeRoy       | Stati Uniti | 1:38,34 |
| 4    | Stanley Hayer    | Canada      | 1:38,78 |
| 5    | Uroš Pavlovčič   | Slovenia    | 1:38,98 |
| 6    | Martin Tichý     | Canada      | 1:39,93 |
| 7    | Brent McKinlay   | Canada      | 1:40,17 |
| 8    | Christian Hutter | Austria     | 1:40,24 |
| 9    | David Viele      | Stati Uniti | 1:40,73 |
| 10   | Josh Nolting     | Stati Uniti | 1:41,14 |

Data: 25 marzo

#### Combinata
| Pos. | Atleta       | Nazione     |
| ---- | ------------ | ----------- |
| 1    | Dane Spencer | Stati Uniti |
| 2    | ?            | ?           |
| 3    | ?            | ?           |

### Donne

#### Discesa libera
| Pos. | Atleta            | Nazione     | Tempo   |
| ---- | ----------------- | ----------- | ------- |
| 1    | Kirsten Clark     | Stati Uniti | 1:13,55 |
| 2    | Jonna Mendes      | Stati Uniti | 1:14,12 |
| 3    | Julie Parisien    | Stati Uniti | 1:14,14 |
| 4    | Caroline Lalive   | Stati Uniti | 1:14,81 |
| 5    | Brett Buckles     | Stati Uniti | 1:14,84 |
| 6    | Kathleen Monahan  | Stati Uniti | 1:14,97 |
| 7    | Alison Powers     | Stati Uniti | 1:15,03 |
| 8    | Alexandra Shaffer | Stati Uniti | 1:15,23 |
| 9    | Mia Cullman       | Stati Uniti | 1:15,99 |
| 10   | Megan Ganong      | Stati Uniti | 1:16,00 |

Data: 21 marzo

#### Slalom gigante
| Pos. | Atleta            | Nazione     | Tempo   |
| ---- | ----------------- | ----------- | ------- |
| 1    | Sarah Schleper    | Stati Uniti | 2:03,74 |
| 2    | Julie Parisien    | Stati Uniti | 2:03,89 |
| 3    | Caroline Lalive   | Stati Uniti | 2:03,97 |
| 4    | Shaina Mulkern    | Stati Uniti | 2:04,07 |
| 5    | Marica Favé       | Italia      | 2:04,45 |
| 6    | Courtney Strait   | Stati Uniti | 2:04,91 |
| 7    | Kathleen Monahan  | Stati Uniti | 2:05,00 |
| 8    | Alexandra Shaffer | Stati Uniti | 2:05,20 |
| 9    | Kirsten Clark     | Stati Uniti | 2:06,60 |
| 10   | Carrie Sheinberg  | Stati Uniti | 2:07,07 |

Data: 24 marzo

#### Slalom speciale
| Pos. | Atleta            | Nazione     | Tempo   |
| ---- | ----------------- | ----------- | ------- |
| 1    | Kristina Koznick  | Stati Uniti | 1:37,22 |
| 2    | Tasha Nelson      | Stati Uniti | 1:38,16 |
| 3    | Alexandra Krebs   | Stati Uniti | 1:39,49 |
| 4    | Carrie Sheinberg  | Stati Uniti | 1:39,87 |
| 5    | Roberta Pergher   | Italia      | 1:39,91 |
| 6    | Shaina Mulkern    | Stati Uniti | 1:40,08 |
| 7    | Sarah Schleper    | Stati Uniti | 1:40,25 |
| 8    | Alexandra Shaffer | Stati Uniti | 1:40,70 |
| 9    | Courtney Calise   | Stati Uniti | 1:40,90 |
| 10   | Aimee Mulkern     | Stati Uniti | 1:40,95 |

Data: 25 marzo

#### Combinata
| Pos. | Atleta         | Nazione     |
| ---- | -------------- | ----------- |
| 1    | Julie Parisien | Stati Uniti |
| 2    | ?              | ?           |
| 3    | ?              | ?           |